# 日本とドミニカ共和国の関係
日本とドミニカ共和国の関係（スペイン語: Relaciones Japón-República Dominicana、英語: Japan–Dominican Republic relations） では、日本とドミニカ共和国の関係について概説する。

## 両国の比較
|               | ドミニカ共和国              | 日本                           | 両国の差                       |
| ------------- | --------------------------- | ------------------------------ | ------------------------------ |
| 人口          | 1073万8958人（2019年）      | 1億2626万人（2019年）          | 日本はドミニカ共和国の約11.8倍 |
| 国土面積      | 4万8442 km²                 | 37万7972 km²                   | 日本はドミニカ共和国の約7.8倍  |
| 人口密度      | 220 人/km²（2018年）        | 347 人/km²（2018年）           | 日本はドミニカ共和国の約1.6倍  |
| 首都          | サントドミンゴ              | 東京都                         |                                |
| 最大都市      | サントドミンゴ              | 東京都区部                     |                                |
| 政体          | 共和制 大統領制             | （民主制）議院内閣制           |                                |
| 公用語        | スペイン語                  | 日本語（事実上）               |                                |
| 通貨          | ドミニカ・ペソ              | 日本円                         |                                |
| 国教          | なし                        | なし                           |                                |
| 人間開発指数  | 0.736                       | 0.919                          |                                |
| 民主主義指数  | 6.54                        | 7.99                           |                                |
| GDP（名目）   | 889億4129万米ドル（2019年） | 5兆819億6954万米ドル（2019年） | 日本はドミニカ共和国の約57.1倍 |
| 一人当たりGDP | 8282.1 米ドル（2019年）     | 40246.9米ドル（2019年）        | 日本はドミニカ共和国の約4.9倍  |
| 経済成長率    | 5.1%（2019年）              | 0.7%（2019年）                 |                                |
| 軍事費        | 6億1538万米ドル（2019年）   | 476億902万米ドル（2019年）     | 日本はドミニカ共和国の約77.4倍 |
| 地図          |                             |                                |                                |

## 歴史

### 外交史
1934年に外交関係が樹立したが、太平洋戦争の勃発で1941年12月に外交関係断絶。両国がサンフランシスコ平和条約に批准すると、1952年6月に外交関係再開。1957年に互いに東京に駐日ドミニカ共和国大使館を、サントドミンゴに在ドミニカ共和国日本国大使館を設置した。なお、大使館設置当初はサントドミンゴはシウダー・トルヒージョと称されていた。
1954年2月27日、昭和天皇がドミニカ共和国の独立記念日に大統領あての祝電を発出。ドミニカ共和国側も答電を返してきたことから、以後、両国間の国祭日に祝電を交換することが恒例となった。
2000年、日本・ドミニカ共和国友好議員連盟が設立された。

### 移民

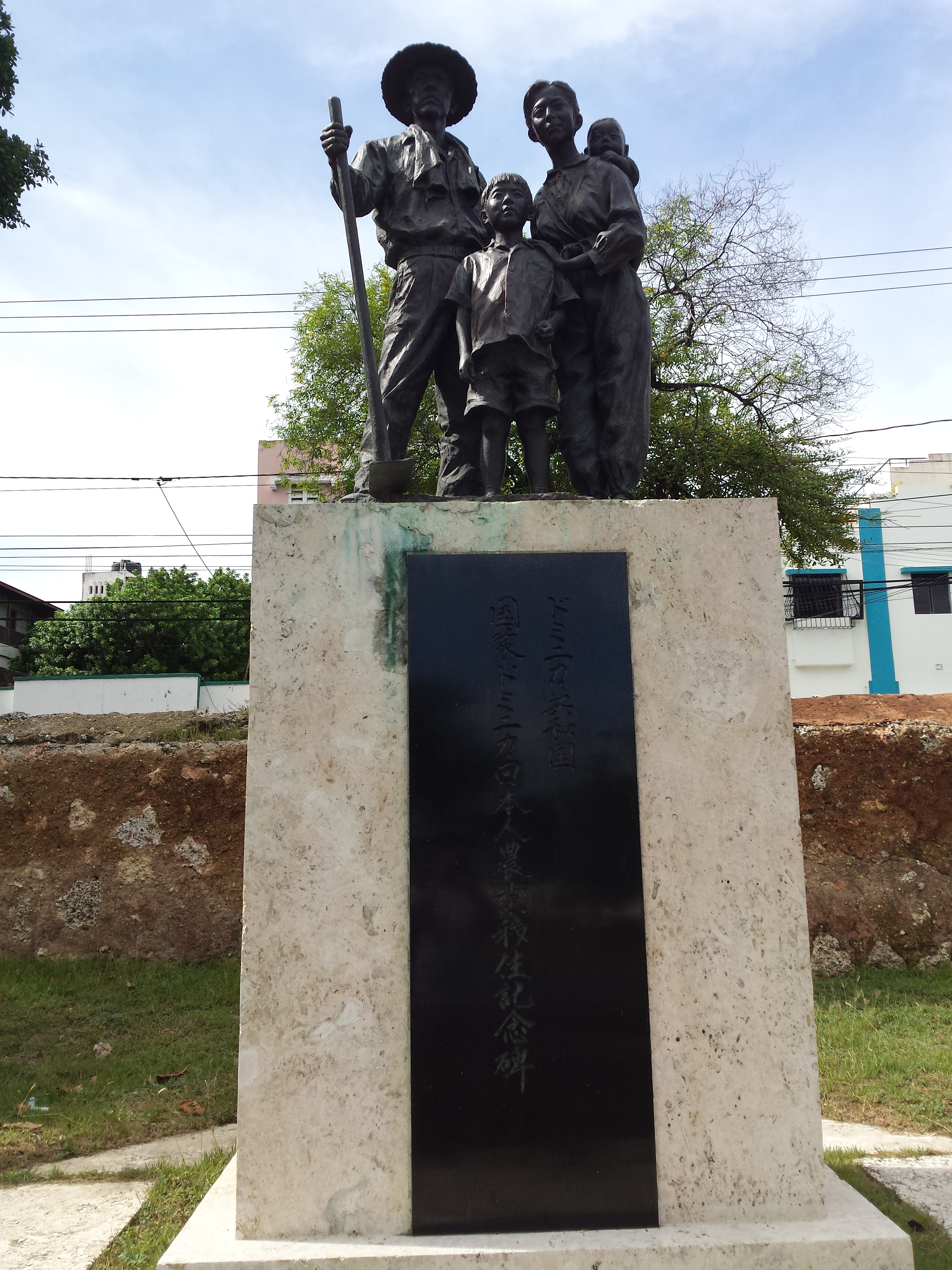
サントドミンゴにある、国策ドミニカ日本人農業移住記念碑

第二次世界大戦後、日本政府は海外移住振興策を打ち出し、ブラジルへの移住が再開されたことを契機としてその他の中南米諸国への移住も相次いで始まった。このように日本で海外の新天地を目指す気運が高まる中、ドミニカ共和国はハイチとの国境地帯の態勢強化を目的とした入植・開発計画を打ち出していた。こうした両国政府の意向もあって、「日本人のドミニカ共和国への農業移住」の計画が打ち出され、1956年7月26日には日本人移住者第一陣28家族185人を乗せたブラジル丸が25日間の航海を経て、サントドミンゴ港に到着。到着後彼らは7月29日にダハボン移住地に入植し、その後の3年間で合計249家族1319人が、ダハボン、コンスタンサ、ハラバコア、ネイバ、ドゥベルヘ、アルタグラシア、アグアネグラ、マンサニージョの8つの地域に入植した。しかし、当時のドミニカ共和国の土地は肥沃とは言い難く、ハリケーンなどの過酷な自然環境も相まって隣国へ移り住む者、日本へと帰国する者が相次いだ。それでも僅かに残った移住者たちは、米、野菜、コーヒー、胡椒、タバコ栽培など、現地に合った農業技術の開発に取り組み、米や日本野菜を一般化するなどドミニカの食文化の発展に大きな貢献をしている。2006年には、日本人の農業移住50周年を記念して「日本人農業移住記念碑」が建造された。

同碑に献花する日本の外務副大臣の武井俊輔

しかし移住者には負の側面も存在し、移民政策はもともと敗戦後の外地からの引き揚げによって発生した膨大な失業者の問題を解決する為に推し進められた。その事から、2000年（平成12年）7月に現地に残留した者を中心とした126名は、日本国政府を相手取って約25億円の国家損害賠償を求めて提訴した。この提訴はさらに拡大し、最終的には翌2001年（平成13年）8月の3次提訴までに集団帰国の際に日本へ戻った51名も加わり、約32億円の賠償を国に求めている。裁判は6年にわたって続き、2006年（平成18年）6月7日に東京地方裁判所において、国（外務省及び農林水産省）の法的責任を全面的に認めたが、国家損害賠償に関して、除斥期間（20年時効）を理由に、原告の請求を棄却する、との判決が下された。原告側は判決を不服として控訴し、当時総理大臣であった小泉純一郎が原告側に謝罪するとともに「特別一時金」を支給する事によって和解に持ち込んでいる。

## 外交
ドミニカ共和国大統領レオネル・フェルナンデスは2000年と再選後の2006年に実務訪問として訪日。特に2006年には天皇明仁・皇后美智子と会見、当時総理大臣であった小泉純一郎と首脳会談を実施、衆議院議長であった河野洋平とも懇談を実施するなど、積極的に日本との関係強化を図った。また、間の2002年にはイポリト・メヒーア大統領も日本を訪れ小泉純一郎と首脳会談を実施し、彼はこれ以前にも公式・非公式合わせて過去15回訪日した知日家として二国間協力の促進を提案している。
一方で、日本もカリブ地域の地域大国であるドミニカ共和国との関係を重視。大統領就任式の際にはほぼ毎回特派大使を派遣している。1990年ホアキン・バラゲールの再選による大統領就任式では外務政務次官であった石井一二が、1996年のレオネル・フェルナンデスの大統領就任式には衆議院議員の林義郎が、2000年8月イポリト・メヒーアの大統領就任式には外務総括政務次官の荒木清寛が、2004年8月と2008年8月のレオネル・フェルナンデスの再選による大統領就任式にはそれぞれ衆議院議員の谷津義男と大野功統が、2012年8月と2016年8月のダニーロ・メディーナの大統領就任式にはそれぞれ外務副大臣の山根隆治と衆議院議員の北村誠吾が出席し、新たな大統領への祝意を伝えている。
また二国間ではないが、日本はアメリカの同盟国として、カリブ地域で勢力を増すロシアや中国に対抗する狙いもあり、2014年にはカリブ共同体（カリコム）との首脳会談を開くなど同地域との関係強化を目指している。このような多国間関係を介して、両国の協力関係は強まりつつある。

## 経済交流

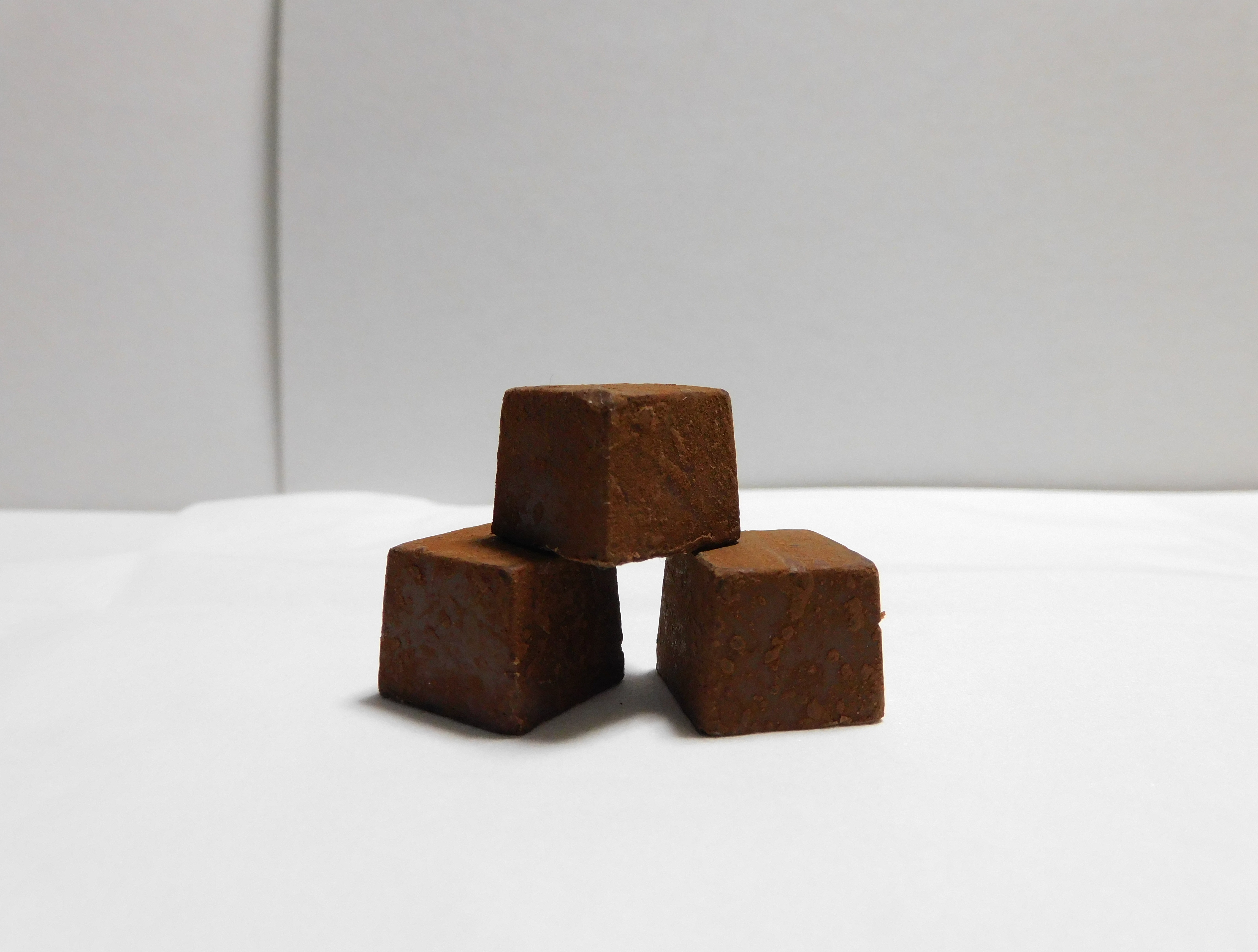
明治のMeltykissプレミアムショコラは、ドミニカ共和国産のカカオを使用している。

2020年のドミニカ共和国の対日輸出額は127.53億円、対日輸入額は170.67億円であり、日本が一定の黒字を記録している。ドミニカ共和国はカリブ地域の中でも工業化が進んでいる国の一つであるため、日本への輸出品は科学光学機器や電気機器などで、次いでカカオなどの一時生産物となっている。一方、日本からの主な輸入品は自動車などである。
開発援助は2018年までの累計で900億円以上と、アメリカ合衆国や歴代の旧宗主国であるフランスやスペインと並ぶ主要な援助国である。援助内容は水資源、エネルギー、医療や衛生や保健、水産、防災など多岐にわたる。また、2007年にはドミニカ共和国は熱帯性暴風雨「ノエル」により死者は56人、被災者は5万8000人、全・半壊家屋1万4582棟の被害を出した。それを受け日本は1300万円相当の緊急援助を実施している。

## 文化交流

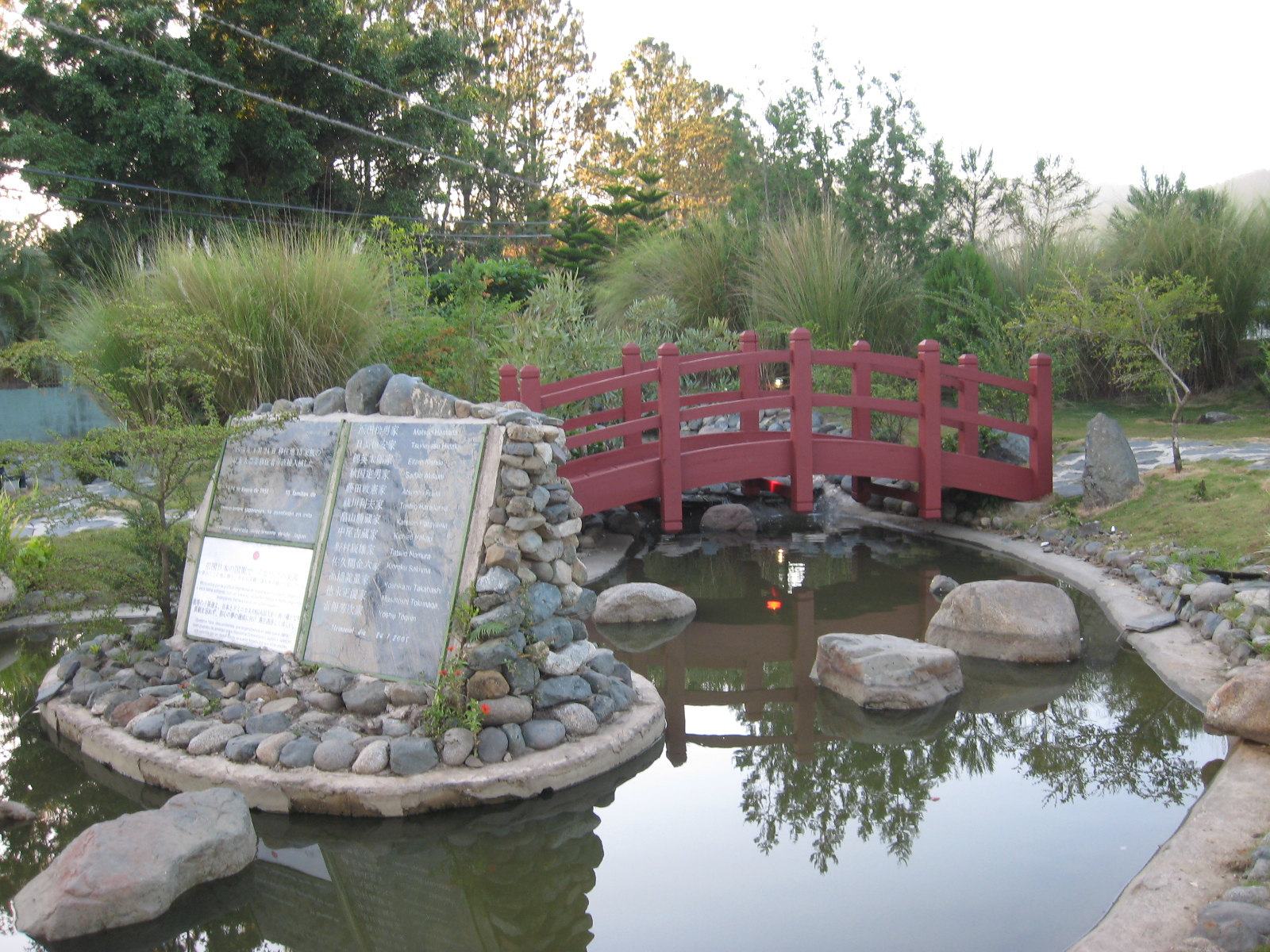
ハラバコアにある日本庭園

日本における文化交流は一般社団法人 日本・ドミニカ共和国友好親善協会が担っており、文化、スポーツ、観光、通商、経済、技術、研究、学問等に関する協力を助長する事業を展開。一方ドミニカ共和国では在ドミニカ共和国日本国大使館が、和文化を題材にした日本祭りや日本語教室、和食紹介などを通じて日本文化を発信している。

### スポーツ

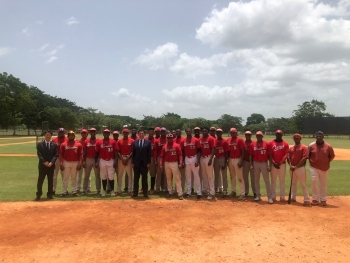
広島東洋カープアカデミーオブベースボール

また、スポーツ面での交流は深い。両国はともに野球が第一人気のスポーツとなっており、日本のプロ野球界ではサムエル・アダメス（読売ジャイアンツ所属）、ソイロ・アルモンテ（中日ドラゴンズ所属）、ファビオ・カスティーヨ（埼玉西武ライオンズ所属）、マウロ・ゴメス（阪神タイガース所属）、ラファエル・ドリス（阪神タイガース所属）、ルイス・ヒメネス（東北楽天ゴールデンイーグルス所属）、ドミンゴ・マルティネス（埼玉西武ライオンズ・読売ジャイアンツ所属）、ホルヘ・マルティネス（新潟アルビレックス・ベースボール・クラブ所属）、クリストファー・クリソストモ・メルセデス（読売ジャイアンツ所属）、ジョエリー・ロドリゲス（中日ドラゴンズ所属）、ブライアン・ロドリゲス（北海道日本ハムファイターズ所属）、エニー・ロメロ（中日ドラゴンズ所属）など数々のドミニカ共和国人が活躍した。プロボクシングではアテネオリンピックドミニカ共和国代表のブラディミール・バエスがリングネームデスティノ・ジャパン（ピューマ渡久地所属）として活動している。

## 外交使節

### 駐日ドミニカ共和国大使

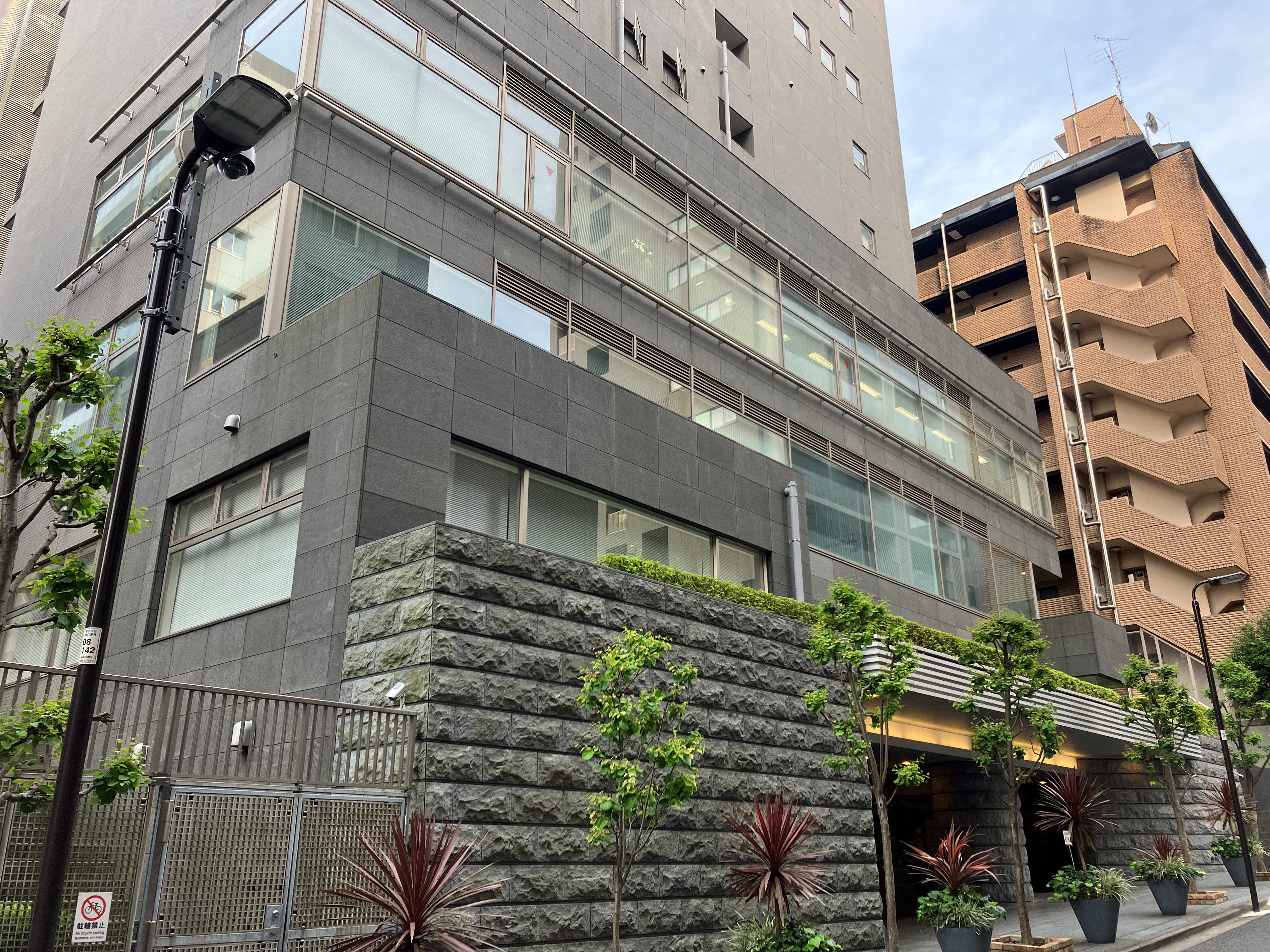
駐日ドミニカ共和国大使館が入居するビル

- アルフォンソ・カント・ディンセイ（1989年以前[37]～1989年[38]）
- フアン・エミリオ・カノ・デ・ラ・モタ[39]（1990～1993年、信任状捧呈は7月18日[40]）
- ？？？？（1993～1994年[41]、信任状捧呈は10月8日[42]）
- エルビン・デ・レオン・ペレス（1995～1997年、信任状捧呈は2月7日[43]）
- ファウスト・シカール・モヤ（1997～2003年、信任状捧呈は9月4日[44]）
- （臨時代理大使）ヨシロウ・ヤナイ（日系人、2003年）
- エミリオ・アルマンド・オリボ・ポンセ・デ・レオン（2003～2005年、信任状捧呈は11月11日[45]）
- ホセ・デル・カルメン・ウレニャ（2005～2009年、信任状捧呈は4月5日[46]）
- （臨時代理大使）リリア・アルベルティナ・サンチェス・デ・モアヘッド（2009年）
- ペドロ・ルシアノ・ベルヘス・シマン（スペイン語版）（2009～2013年、信任状捧呈は10月16日[47]）
- （臨時代理大使）リリア・アルベルティナ・サンチェス・デ・モアヘッド（2013年）
- エクトル・パウリーノ・ドミンゲス・ロドリゲス（2013～2020年、信任状捧呈は9月26日[48]）
- （臨時代理大使）ジョセリン・アジェスカ・サラディン・モック（2020～2021年）
- ロバート・ミキイ・タカタ・ピメンテル（日系人、2021～2025年、信任状捧呈は3月10日[49]）
- （臨時代理大使）ジャミラ・アレハンドラ・フェルソべ・ボテヨ（2025年）
- エドワード・アニバル・ペレス・レジェス（2025年～、信任状捧呈は7月17日[50]）